# Поділ (деталь одягу)

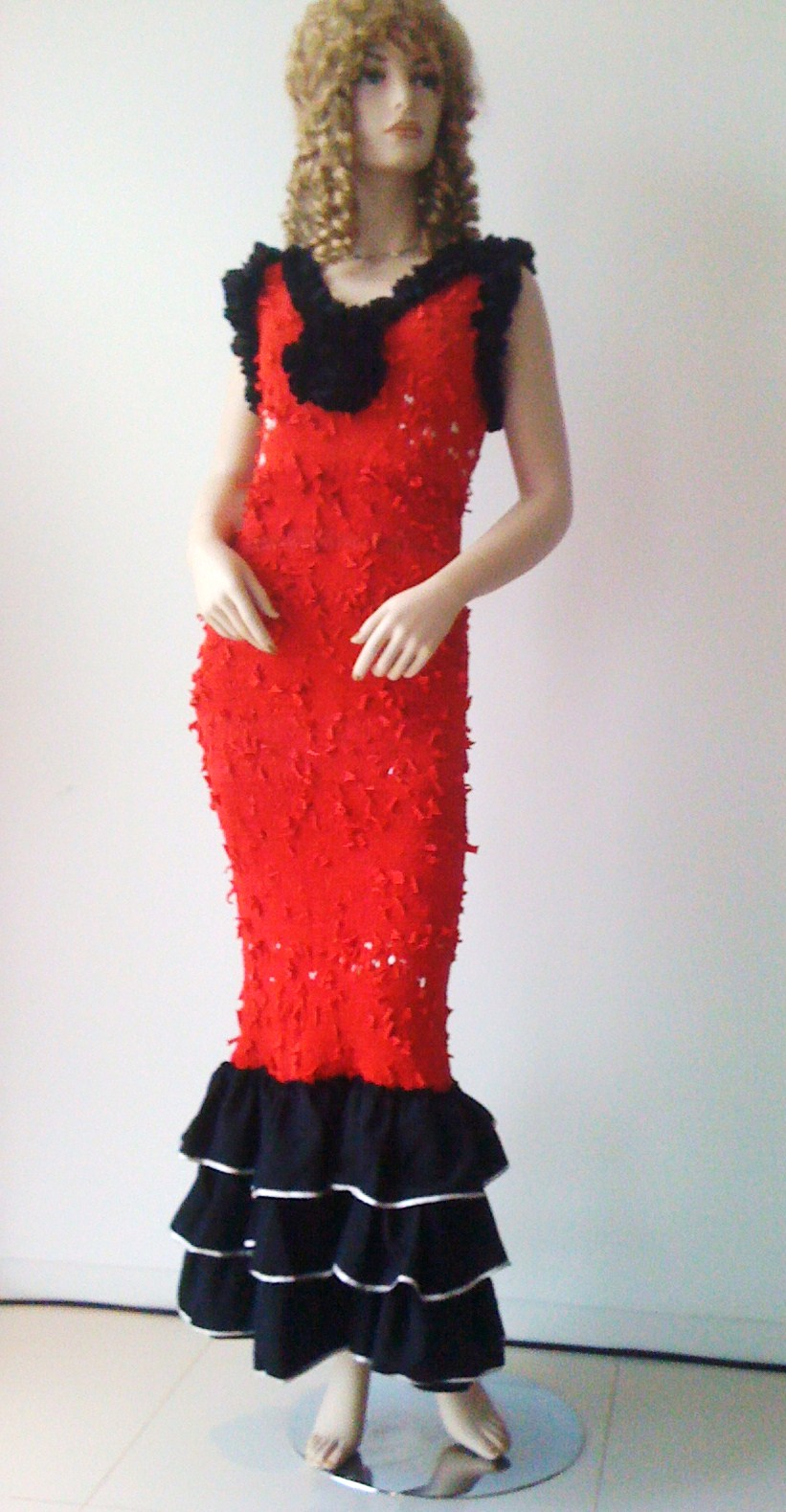
Сукня з вираженим вузьким подолом

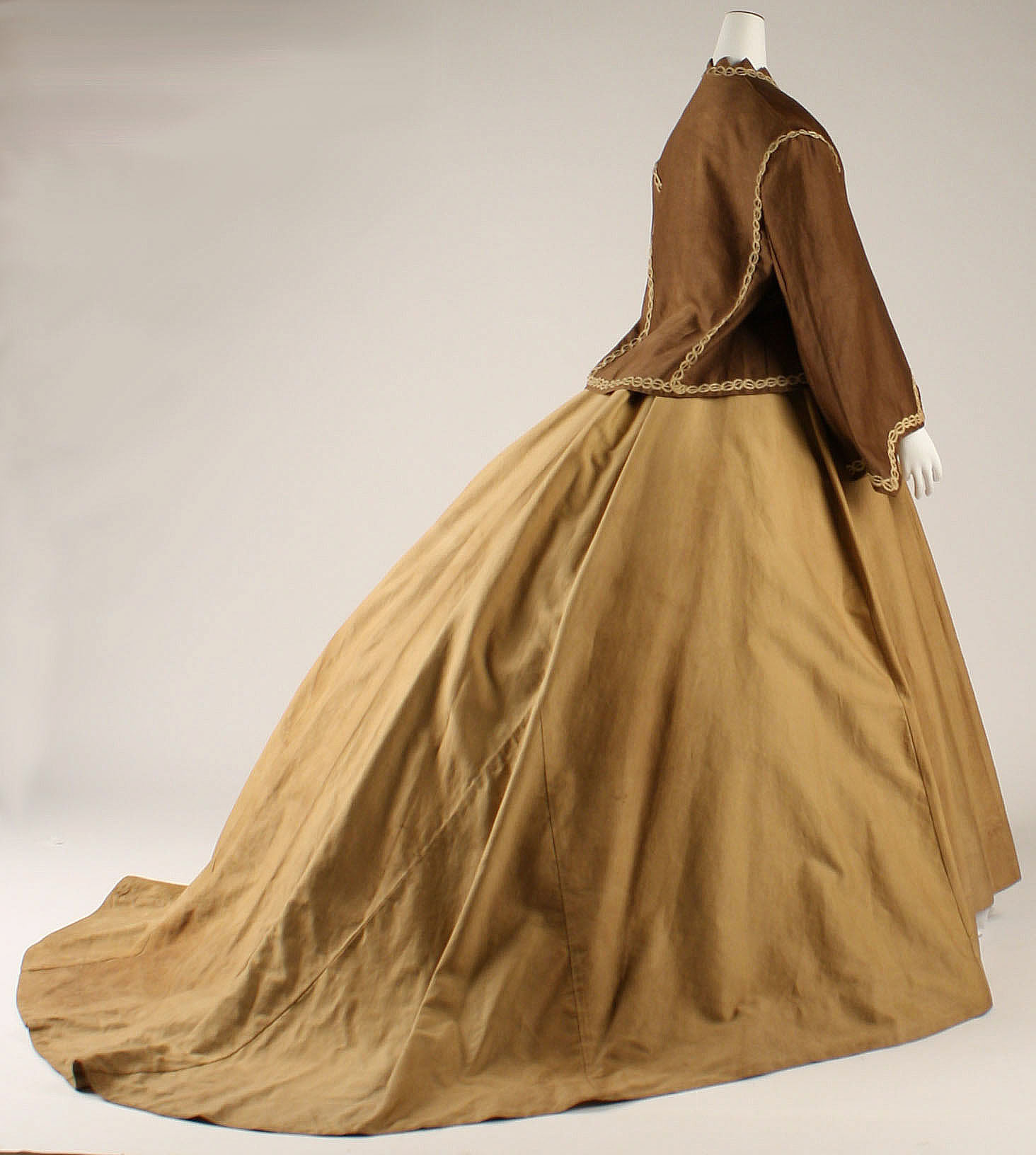
Сукня з довгим та широким подолом

Поді́л — нижня частина спідниці, сукні, пальто і будь-якого іншого верхнього одягу довжиною нижче колін, а також нижній край полотнища.
Термін застосовується як до жіночого, так і до чоловічого одягу.

## Класифікація
- по формі:
  - симетричний і асиметричний;
  - вузький і широкий (витончена гра з широким подолом сукні — невід'ємна частина танцю фламенко, циганського танцю, а також танцю кан-кан);
  - короткий і довгий (найдовший різновид подолу сукні називають шлейфом);
  - зі складками і прямий;
- по обробці:
  - з хутряним кантом;
  - в різних національних костюмах оздоблення коливається від стрічок і аплікацій (наприклад, у башкирів) до монет (наприклад, хваршини[ru]);
- за типом тканини:
  - наприклад, поділ пальта, виконаний зі шкіри.

## Етимологія
Поділ — по долу, близько до долу, тобто низько. Наприклад, поділ одягу. Крім того, поділ, поділля — низинне місце, низовина.

## Поділ в історії
Деякі різновиди кольчуги були з подолом. Наприклад, на килимі з Байо, що зображує битву при Гастінгсі (1066 рік), — війни у гауберках довжиною до коліна і з розрізами на подолі.